# Honor Rising: Japan (2019)
Honor Rising: Japan 2019 fue la cuarta edición de Honor Rising: Japan, un evento pago por visión de lucha libre profesional producido por la New Japan Pro-Wrestling y Ring of Honor. Tuvo lugar el 22 de febrero y 23 de febrero de 2019 desde el Korakuen Hall en Tokio, Japón.
Esta fue la cuarta edición consecutiva del evento en ser realizada en la Korakuen Hall después de los años  2016, 2017 y 2018, y la cuarta en realizarse en Tokio, Japón.

## Producción
El 21 de agosto de 2015, en un show de Ring of Honor (ROH) en Filadelfia, Pensilvania, el jefe de operaciones de ROH, Joe Koff, el embajador Cary Silkin y la figura de autoridad en pantalla Nigel McGuinness se unieron al presidente de New Japan Pro-Wrestling (NJPW) Naoki Sugabayashi y el árbitro Tiger Hattori por un anuncio sobre la continuación de una relación de trabajo entre las dos empresas.

## Resultados

### Día 1: 22 de febrero
En paréntesis se indica el tiempo de cada combate:
- Marty Scurll derrotó a Ren Narita (11:33).
  - Scurll forzó a Narita a rendirse con un «Cross Face Chicken Wing».
- Zack Sabre Jr. derrotó a Shota Umino (13:56).
  - Sabre forzó a Umino a rendirse con un «Modified Kneebar».
- Jushin Thunder Liger y Jonathan Gresham derrotaron a Bullet Club (Robbie Eagles & Taiji Ishimori) (5:27).
  - Liger cubrió a Ishimori después de un «Ground Cobra Twist Hold».
- Lifeblood (David Finlay & Juice Robinson), Tomoaki Honma y Toa Henare derrotaron a Guerrillas of Destiny (Tama Tonga & Tanga Loa) y The Briscoe Brothers (Jay Briscoe & Mark Briscoe) (12:14).
  - Robinson cubrió a Mark después de un «Schoolboy».
- Ryusuke Taguchi, Togi Makabe y Toru Yano derrotaron a Cheeseburger, Colt Cabana y Delirious y retuvieron el Campeonato en Parejas de Peso Abierto 6-Man NEVER (10:16).
  - Yano cubrió a Delirious después de un «Schoolboy».
- Will Ospreay derrotó a Dalton Castle y retuvo el Campeonato de Peso Abierto NEVER (17:30).
  - Ospreay cubrió a Castle después de un «Stormbreaker».
- Jeff Cobb derrotó a Hirooki Goto y retuvo el Campeonato Mundial de la Televisión de ROH (13:52).
  - Cobb cubrió a Goto después de un «Tour of the Island».
- Hiroshi Tanahashi, Jay Lethal y Kazuchika Okada derrotaron a The Kingdom (Matt Taven, TK O'Ryan & Vinny Marseglia) (14:10).
  - Lethal cubrió a Marseglia después de un «Lethal Injection».

### Día 2: 23 de febrero
En paréntesis se indica el tiempo de cada combate:
- Jonathan Gresham y Toa Henare derrotaron a Suzuki-gun (Taka Michinoku & Zack Sabre Jr.) (12:20).
  - Gresham forzó a Taka a rendirse con un «Octopus Catch».
- Marty Scurll derrotó a Robbie Eagles (8:55).
  - Scurll forzó a Eagles a rendirse con un «Cross Face Chicken Wing».
- Colt Cabana y Toru Yano derrotaron a Cheeseburger y Delirious (10:09).
  - Cabana cubrió a Delirious después de un «Modified Jackknife Cover».
- CHAOS (Hirooki Goto & Will Ospreay) derrotaron a Dalton Castle y Jeff Cobb (11:45).
  - Ospreay cubrió a Cobb después de un «Stormbreaker».
- Los Ingobernables de Japón (Shingo Takagi & Tetsuya Naito) derrotaron a The Kingdom (Matt Taven & Vinny Marseglia) (11:50).
  - Naito cubrió a Marseglia después de un «Destino».
- Jay Lethal derrotó a TK O'Ryan y retuvo el Campeonato Mundial de ROH (10:52).
  - Lethal cubrió a O'Ryan después de un «Lethal Injection».
- Guerrillas of Destiny (Tama Tonga & Tanga Loa) derrotaron a Los Ingobernables de Japón (Evil & Sanada) y ganaron el Campeonato en Parejas de la IWGP (20:26).
  - Tonga cubrió a Sanada después de un «Super Powerbomb».
- The Briscoe Brothers (Jay Briscoe & Mark Briscoe) derrotaron a Lifeblood (David Finlay & Juice Robinson) y retuvieron el Campeonato Mundial en Parejas de ROH (17:13).
  - Jay cubrió a Finlay después de un «Diving Elbow Drop».
  - Después de la lucha, The Briscoe Brothers retaron a los Campeones en Parejas de la IWGP Tama Tonga & Tanga Loa a una lucha en el evento G1 Supercard con los dos campeonatos en juego.